# 441 (Jongliertrick)

Der Trick 441

441 ist ein Jongliertrick für 3 Bälle (oder Keulen oder Ringe).
Den etwas außergewöhnlichen Namen hat dieser Trick von seinem Siteswap, 441. 441 bedeutet, dass zwei Bälle hoch geworfen werden, und der andere Ball dann kurz nach rechts/links geworfen wird.